# Amphioplus acutus
Amphioplus acutus är en ormstjärneart som beskrevs av Ole Theodor Jensen Mortensen 1936. Amphioplus acutus ingår i släktet Amphioplus och familjen trådormstjärnor. Inga underarter finns listade i Catalogue of Life.